# VMware
VMware, Inc. је америчка компанија која производи софтвер и пружа услуге за виртуализацију. Основана је 1998. године у Пало Алту у Калифорнији где је и данас базирана. У 2004. години је аквизирана и постала део EMC корпорације. Онда је 14. августа 2007. EMC продао 15% акција компаније на Њујоршкој Берзи. Компанија је на берзи излистана под симболом VMW.
VMware софтвер за виртуализацију на радним станицама се покреће на Windows, Линукс, и Mac OS X платформи, док се за велика предузећа користи хипервизор VMware ESX и VMware ESXi који се инсталира директно на сам сервер без претходно инсталираног било каквог оперативног система.

## Историја
Године 1998., VMware је основала Диана Грин, Мендел Росенблум, Скот Девин, Едвард Ванг и Едвард Буњон. Диана и Мендел први пут су се упознали на Беркли универзитету и након тога венчали. Едвард Буњон остаје главни архитекта и технички директор до 2005. године, када је основао и прешао у Nuova Systems (сада део Cisco-а). Прве године VMware функционише у прикривеном режиму, са око 20 запослених до краја 1998. године. Компанија званично креће са радом почетком друге године, у фебруару 1999, на ДЕМО конференцији коју је организовао Крис Шипли.
Први производ, VMware Workstation, је испоручен у мају 1999. године, и компанија је ушла у серверско тржиште 2001. са VMware GSX Server и VMware ESX Server.
Године 2003. VMware објављује VMware Virtual Center, VMotion, и Virtual SMP technology. 64-битна подршка се појавила у 2004. години. Исте године компанија је аквизирана од стране EMC корпорације.
Дана 8. јула 2008. године VMware ко-оснивач, председник и главни извршни директор Диана Грин, је неочекивано отпуштена од VMware управног одбора и замењена са Пол Марицом, пензионисаним ветераном из Microsoft-а који је тамо провео 14 година. У исто време VMware је објавио вест да је за 2008. годину раст прихода ”мало испод од плана раста прихода од 50% у односу на 2007. годину”. Као резултат тога, тржишна цена VMware је пала за скоро 25%. Онда је 10. септембра 2008. године, водећи истраживач Росенблум дао отказ.
Дана 16. септембра 2008. године, VMware је објавио сарадњу са Cisco-м у погледу пружања заједничких решења за дата центре. Један од првих резулата ове сарадње је Cisco Nexus 1000V, дистрибуирани виртуални свич који је интегрисан са VMware инфраструктуром.
Дана 12. априла 2011. године, VMware објављује Бесплатан софтвер платформу-као-сервис систем назван Cloud Foundry, као и хостовану верзију тог сервиса. Ова платформа подржава развој апликација за Java, Ruby on Rails, Sinatra, Node.js, и Скала, као и подршку за базе података MySQL, MongoDB, Redis, Postgres, RabbitMQ.
У марту 2013. године, VMware оснива нову компанију Pivotal. Сви VMware апликативни производи за развој апликација, укључујући Spring, tc Server, Cloud Foundry, RabbitMQ, GemFire, и SQLFire су пребачени у ову организацију.
У мају 2013. године, VMware је објавио vCloud Hybrid Service у новом центру компаније у Пало Алту. Сервис је дизајниран тако да функционише као додатак постојећој корисничкој vSphere платформи, са пуном компатибилношћу са постојећим виртуалним машинама виртуализованим са VMware софтвером и уско интегрисаном рачунарском мрежом. Сервис је базиран на vCloud Director 5.1/vSphere 5.1 платформи.
У септембру 2013. године на VMworld конференцији у Сан Франциску, VMware је објавио доступност vCloud Hybrid сервиса и проширење на Стерлинг, Санта Клара, Далас, и бета сервис у Великој Британији.

### Аквизиције
| Датум            | Компанија                           | Напомене |
| ---------------- | ----------------------------------- | --- |
| октобар 2005..   | Asset Optimization Group            | Компанија специјализована за планирање капацитета. |
| јун 2006..       | Akimbi Systems                      | Компанија специјализована за лаб менаџмент. |
| септембар 2007.. | Dunes Technologies                  | VMware је аквизирао Швајцарску компанију за необјављену суму. |
| мај 2008..       | B-hive Networks                     | VMware је аквизирао Израелску стартуп команију за недефинисану суму. Након аквизиције VMware отвара развојни центар у Израелу, иницијално базирано у B-Hive’s зградама и тимом у Израелу. |
| октобар 2008..   | Trango Virtual Processors           | Trango Virtual Processors је мобилни хипервизор девелопер базиран у Гренобл-у. |
| новембар 2008..  | Tungsten Graphics                   | Експерт у развоју 3Д графичких драјвера. |
| август 2009..    | SpringSource                        | Платформа за развој и управљање веб и апликацијама за велике компаније. Аквизиција је дозволила употребу термина platform as a service (PaaS). Такоће аквизиција је проширила VMware едукативне сервисе и укључила SpringSource Универзитет и његове ауторизоване тренинг партнере ако што су Spring People у Индији. Удео SpringSource постаје део Pivotal заједничког улагања у априлу 2013. |
| јануар 2010..    | Zimbra (software)                   | Дизајнирана као софтвер отвореног кода за колаборацију, купљен је од Yahoo и касније продат у јулу 2013. компанији Telligent Systems. |
| мај 2010..       | GemStone                            | Инкопорирана у VMware SpringSource дивизију. |
| април 2011..     | SlideRocket                         | Стартуп компанија која развија софтвер као сервис услуге за прављење пословних презентација које су сачуване на Интернету. Кроз Веб интерфејс, корисници управљају целокупним процесом, од прављења слајдова и убацивања садржаја, до прегледа докумената, објављивања и испоруке самих садржаја. VMware је затим продао SlideRocket компанији ClearSlide 5. марта 2013.                       |
| август 2011..    | PacketMotion                        | Стартап компанија за надгледање активности корисника. PacketSentry производи су планирани да буду инкопорирани у VMware vCloud Networking and Security производе али је онда објављено повлачење производа крајем 2012. |
| мај 2012..       | Wanova                              | |
| јул 2012..       | DynamicOps                          | |
| јул 2012..       | Nicira Inc                          | [ 16 ] |
| фебруар 2013..   | Virsto                              | |
| октобар 2013..   | Desktone                            | |
| јануар 2014..    | AirWatch and Wandering WiFi         | [ 17 ] [ 18 ] |
| март 2014..      | ThirdSky                            | ITIL/ITSM Консултантске услуге. |
| август 2014..    | CloudVolumes (formerly SnapVolumes) | [ 19 ] |
| октобар 2014..   | Continuent                          | [ 20 ] |

## Дизајн кључних производа
VMware развија палету производа, а међу најпознатијима је хипервизор. VMware је постао познат по првом типу 2 хипервизора познатом као GSX. Овај производ се касније развио у две линије хипервизора и то хипервизори типа 1 који се инсталирају директно на серверски хардвер и хипервизоре типа 2 који се покрећу на неком оперативном систему.
VMware софтвер пружа комплетну платформу за виртуализацију. VMware софтвер виртуализује хардвер за видео адаптере, мрежне картице и хард диск адаптере. Сам сервер пружа pass-through драјвере за приступ виртуалним машинама за УСБ, серијске и паралелне уређаје. На овај начин, VMware виртуалне машине постају високо портабилне између рачунара, зато што сваки рачунар изгледа скоро идентично самој виртуалној машини. У пракси, систем администратор може да паузира оперативни систем у виртуалној машини, помери или прекопира на други рачунар, и тамо поново покрене паузирану виртуалну машину у тачно оној тачци где је била паузирана. Алтернативно, за сервере у великим компанијема, ова функционалност се зове vMotion и она дозвољава померање оперативних система у виртуалним машинама између сличних али одвојених сервера делећи исти простор за смештање виртуалних машина (или, са vMotion Storage, одвојени простор за смештање виртуалних машина може бити употребљен такође). Свака од ових трансакција је комплетно транспарентна ка корисницима виртуалних машина, који нису ни свесни да се виртуална машина измигрирала и променила физички сервер.
VMware Workstation, Server, и ESX приступају много оптимизованије самом извршавању оперативних система виртуалних машина него емулатори (као Bochs) који симулирају функције сваке CPU инструкцијена виртулалној машини једну по једну, или dynamic recompilation која компајлира блокове машинских инструкција када се први пут извршавају, и онда користи преведен код директно када се код извршава накнадно (Microsoft Virtual PC за Mac OS X користи такав приступ). VMware софтвер не емулира сет инструкција за различите платформе које нису физички присутне. То драстично повећава перформансе, али може да направи проблеме приликом померања виртуалних машина између хардвера који имају другачији сет инструкција (као 64-bit Intel и AMD CPU), или између сервера са различитим бројем процесора.
Ранији VMware производи нису захтевали процесоре са укљученим екстензијама за виртуализацију. На новијим процесорима, хипервизор је дизајниран да користи предности екстензија за виртуализацију. Међутим, за разлику од многих других, VMware и даље подржава старије процесоре. У таквим случајевима, код се извршава директно на процесору где год да је то могуће. Када директно извршавање није могуће, VMware производи користе бинарну транслацију (БТ) да динамички преправе код. Преправљени код се чува у резервној меморији, обично на крају адресног простора, коју механизам сегментације меморије може да штити и учини невидљивом. У једној студији VMware тврди да је успорење у односу на не виртуализовано окружење у просеку од 0 до 6 процената за VMware ESX Server.

## Производи

### Софтвер за радне станице
- VMware Workstation, објављен 1999. године, је први производ VMware-а. Овај софтверски пакет омогућава корисницима покретање више инстанци x86 или x86-64-компатибилних оперативних система на једном рачунару.
- VMware Fusion пружа сличне функционалности корисницима Intel Mac платформе, заједно са пуном подршком за виртуалне машине креиране на другим VMware производима.
- VMware Player је Бесплатан_софтвер производ за не комерцијалну употребу, без потребе за лиценцом за VMware Workstation или VMware Fusion, и доступан за комерцијалну употребу уз дозволу. Слчан је поризвод Workstation-у, уз смањену функционалност. Верзије бројева производа такође нису исте, на пример, Player 7 је пандан са Workstation 11. Након верзије 7.10, VMware Player је као такав замењен са VMware Workstation Player верзије 12, са неким функционалностима пуне верзије Workstation Pro.

### Серверски софтвер
- VMware vSphere[23] (често називан "ESXi"), je enterprise-level производ, који може да пружи много боље перформансе него бесплатни VMware Server, услед мањег системског overhedа. VMware ESXi, је "bare-metal" производ, који се извршава директно на серверском хардверу, омогућавајући виртуалним серверима да искористе физички хардвер више или мање директно. VMware ESXi се интегрише у VMware vCenter, који омогућава додатне функционалности.

### Софтвер за управљање cloud решењима
- VMware vRealize™ Suite Архивирано на веб-сајту  (25. април 2016) - је cloud management платформа за хибридна cloud решења.
- VMware EVO SDDC Архивирано на веб-сајту  (27. април 2016) - EVO SDDC пружа поједностављену инсталацију и управљање приватним cloud решењem на интегрисаном SDDC систему.

### Платформа за јавни cloud
- VMware vCloud Air

### Virtual desktop инфраструктура
- VMware Horizon View, је virtual desktop infrastructure (VDI) решење.

### Управљање апликацијама
- VMware Workspace Portal

### Решење за смештање података
- VMware VSAN (Virtual Storage Area Network), верзија 6.2 објављена почетком 2016.[24]

### Мрежни и сигурносни производи
vCloud Networking and Security је решење за софтверски дефинисано мрежно и сигурносно окружење, али је 18. априла 2014. суспендовано увођењем vSphere NSX.